# Bo Doerek
Bo Doerek war ein deutsches Kleinkunst-, Kabarett- und Musikduo, bestehend aus Hubertus Borck und Alexandra Doerk. Der Gruppenname leitete sich aus den Nachnamen der beiden Künstler ab (Borck/Doerk).

## Geschichte
Das Duo stand seit Frühjahr 1995 zusammen auf der Bühne. Es unterhielt seine Zuschauer mit einem Mix aus Musik und bissigen Texten, wobei der Gesang stets im Vordergrund stand. Borck und Doerk wurden von verschiedenen Musikern begleitet. Bis zur Auflösung der Formation im Jahre 2007 gehörten Bo Doerek zum festen Bestandteil der deutschen Comedy-Szene und galten als Kulturexport von der Hamburger Reeperbahn.
In den Bo-Doerek-Produktionen übernahm Hubertus Borck meist die Rolle des promiskuitiven schwulen Singles, der sich über die spießigen Alltagsansichten seiner ebenfalls allein lebenden Bühnenpartnerin lustig machte, die stets auf Mr. Right wartete. Alexandra Doerk wiederum nutze die sexuelle Präferenz ihres Bühnenpartners, um eine Lanze für Ehe und Familie zu brechen. Dabei sezierten Bo Doerek menschliche Schwächen und machten dabei auch vor sich selbst nicht halt. Bo Doerek entwickelten acht Abend füllende Programme, mit denen sie teils ausgedehnte Tourneen unternahmen. Nach einer letzten Gastspielreise 2007 trennte sich das Duo offiziell und verabschiedete sich in einer Gala am 21. Mai 2007 im Schmidts-Tivoli von seinem Publikum.
Im Oktober 2017 führten sie zum zehnjährigen Jubiläum ihrer Trennung Hallo again – Oder was wir noch zu sagen hätten im ausverkauften Hamburger Schmidt Theater auf.
Im Februar 2020 arbeiteten Alexandra Doerk und Hubertus Borck erneut zusammen. Allerdings nicht als Bo Doerek. Doerk spielte eine der beiden Hauptrollen in der von Borck geschriebenen und inszenierten satirischen Komödie Zweimal um die Welt - wohin will Oma im First Stage Theater, Hamburg.

## Produktionen
- Bis dass der Tod uns scheidet, Imperial Theater Hamburg, 1995
- Germany 12 Points – oder ein Lied kann eine Brücke sein[7] Schmidt Theater 1997, Art Beat Media Services
- Bo Doerek ist Trumpf[8], St. Pauli Theater, 1999, Phoenix THMV
- Nur die Liebe lässt uns leben, St. Pauli Theater, 2000
- 2 Zicken im ¾ Takt, Schmidt Theater, 2001
- Leichte Mädchen[9], Schmidts Tivoli, 2003
- Engel von St. Pauli[10]
- In Liebe und Dankbarkeit, Abschiedsprogramm, Schmidts Tivoli 2007
- Hello again - oder was wir noch zu sagen hätten. Jubiläumsprogramm zur zehnjährigen Trennung. Schmidt Theater 2017

## Diskografie
- Germany, 12 Points[11]
- Bo Doerek ist Trumpf, Live aus dem St. Pauli Theater
- Nur die Liebe lässt uns leben[12], Live aus dem St. Pauli Theater, Special Guest: Mary Roos
- 2 Zicken im ¾ Takt, Eine Melloton Produktion, Hamburg
- Leichte Mädchen, Eine Melloton Produktion, Hamburg
- Engel von St. Pauli[13], Live aus dem Schmidts Tivoli